# Israel Katorsa

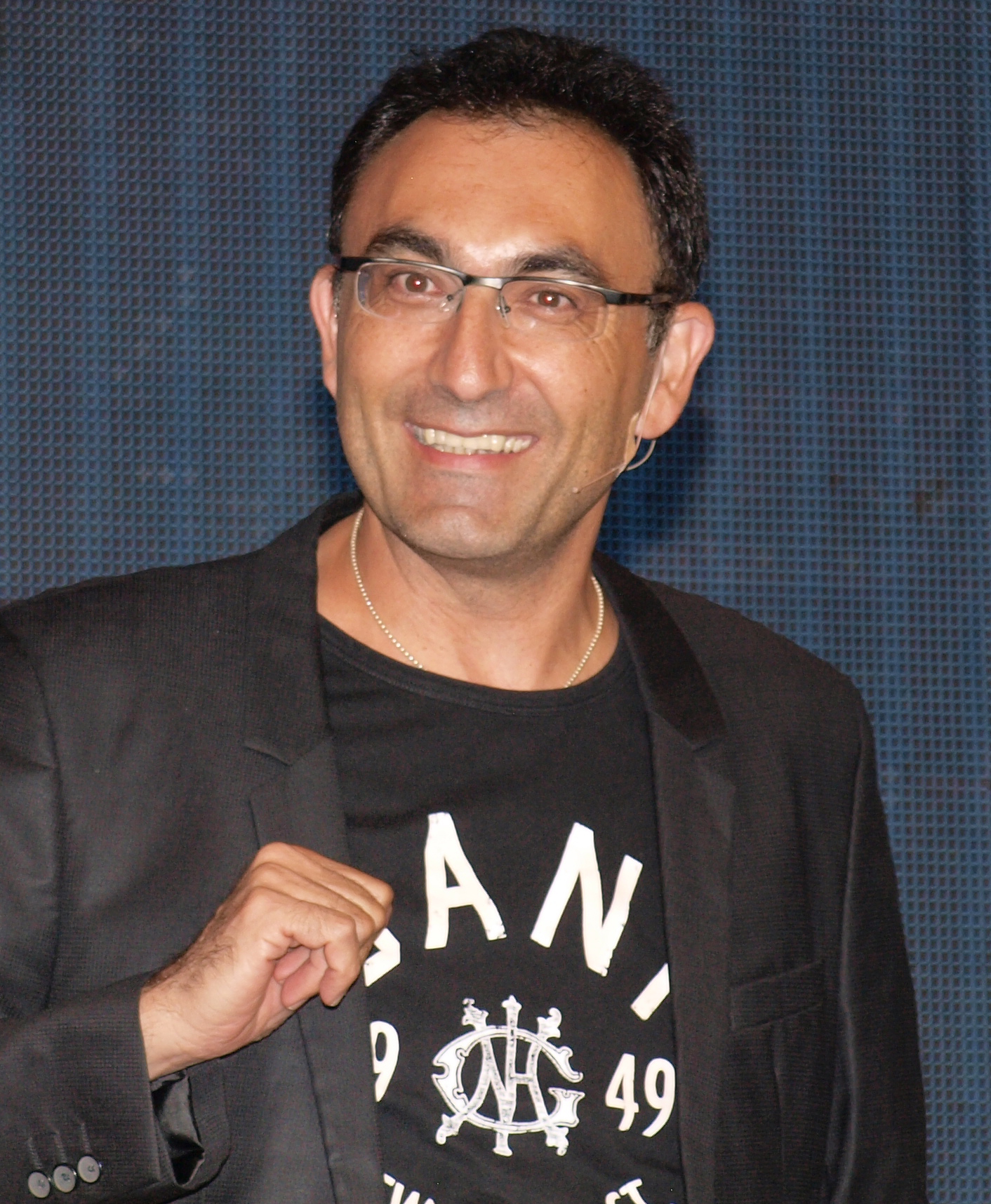
Israel Katorsa (2013)

Israel Katorsa (hebräisch יִשְׂרָאֵל קָטוֹרְזָה; * 10. April 1968 Aschdod) ist ein israelischer Komiker, Schauspieler und Screenwriter.

## Leben
Katorsa wurde in Nanterre geboren, wo er auch aufwuchs und zur Schule ging. 1986 wurde er zum Militärdienst einberufen.
Nach dem Ende seiner Dienstzeit studierte er Schauspiel an der angesehenen Schauspielschule von Joram Levinstein. Nebenbei trat er als Stand-up-Comedian auf.
Ab Beginn der 1990er Jahre verkörperte Katorsa die Figur des „Zuga“ in Didi Hararis Radioshow Didi Lokali beim Privatsender Radio Lelo Hafsaka.
1993 wurde er einem breiten Radiopublikum bekannt durch Stand-up-Auftritte in der Unterhaltungssendung Wochenende mit Dodo Topas im ersten Kanal des Israelischen Fernsehens.
Seit 2000 tritt er in Inat Erlichs Show Schischi wachezi („Der Sechseinhalbte“) auf.
Neben seinen Auftritten als Stand-up-Comedian wirkt er auch als Schauspieler in Theater-, Fernseh- und Kinoproduktionen mit. Unter anderem trat er 2004 in Avi Naschers Kinofilm „Sof Ha'Olam Hassmola“ (Zum Ende der Welt links abbiegen) auf; 2005 war er in Schmulik Hasfaris Produktion „Schoschelet Schwarz“ (Die Dynastie Schwarz) auf der Leinwand zu sehen, ebenso wie 2007 in dem israelisch-französischen Film Disengagement unter der Regie von Amos Gitai.
Seit 2009 tritt er für die Comedy-Show „Mo'adon Laila“ (Nachtklub) von Eres Tal auf, die im zweiten israelischen Fernsehprogramm ausgestrahlt wird.
Israel Katorsa ist Fußballfan und bekennender Anhänger des FC Aschdod. Er ist verheiratet und wohnt mit seiner Frau und seinen fünf Kindern in Tel Aviv-Jaffa.